# LG Optimus 4X HD
Lo smartphone LG Optimus 4X HD (P880 con la sigla data dalla casa produttrice) è un telefono di tipo slate, multi-touch con sistema operativo Android. Ideato e prodotto da LG Electronics, l'Optimus 4X HD è stato il primo smartphone al mondo con processore quad-core, simultaneamente ad HTC One X e Samsung Galaxy S III, ad essere annunciato al grande pubblico durante il Mobile World Congress. Optimus 4X HD è stato lanciato con Android 4.0 Ice Cream Sandwich a bordo, e successivamente è stato aggiornato alla versione 4.1.2 Jelly Bean nell'Aprile 2013.